# Kristin Andrews
Kristin Andrews   (Nashville, 16 de març de 1971) és professora del Departament de Filosofia de la Universitat de York i ocupa la Càtedra de Recerca de York en Animal Minds.

## Biografia
Andrews va anar a l'Antioch College i va realitzar investigacions cooperatives al Kewalo Basin Marine Mammal Laboratory a Hawaii. Després d'obtenir la seva llicenciatura en arts, es va traslladar a la Western Michigan University per fer el seu màster on es va publicar el seu primer article a Etica et Animali.

## Carrera
Després d'obtenir el seu doctorat per la Universitat de Minnesota sota la supervisió de Ronald Giere, es va convertir en professora ajudant de filosofia en la Universitat Estatal d'Apalatxes des de juliol de 2000 fins a juny de 2002. Andrews va entrar a la facultat de la Universitat de York després dels ànims de la professora de psicologia Anne E. Russon. Va rebre el Premi d'Exalumnes Distingits de la Universitat de Michigan Occidental El 2011. L'any següent, va publicar "Els simis llegeixen ments? Cap a una nova psicologia popular" a través de la premsa del MIT.
El 2015, Andrews va ser triada membre del Col·legi de Nous Acadèmics, Artistes i Científics de la Reial Societat del Canadà. A l'any següent, va ser nomenada Presidenta de Recerca de Tier II York en Animal Mind, i va rebre una beca de coneixement del Consell de Recerca de Ciències Socials i Humanitats per al seu projecte, "Animals i Pràctica Moral". Andrews també va rebre el Premi Filosofia de la Ciència de la Dona Caucus i va ser reconeguda per la Universitat de York com a líder en recerca.
El 2018, Andrews va ser membre del Grup de Treball d'Intel·ligència Artificial i Societat de York. També va publicar el seu segon llibre, titulat Chimpanzee Rights: The Philosophers' Brief.:L'any següent, va guanyar 250.000 dòlsrs en dos anys pel seu projecte, "Zero-Gravity 3D Bioprinting of Super-Soft Materials", amb Alex Czekanski, Tara Haas i Roxanne Mykitiuk.